# Diana Fuentes
Diana Fuentes (* 23. Februar 1985 in Havanna) ist eine kubanische Musikerin, die vorwiegend als Sängerin tätig ist und viele ihrer Lieder selbst verfasst. Ihre Musikrichtung ist eine Mischung aus R’n’B, Hip-Hop, Funk und Soul.

## Leben
Im Alter von drei Jahren begann sie mit Ballettunterricht, um später beim Ballet Nacional de Cuba mitzuwirken. Doch die 1990 einsetzende kubanische Wirtschaftskrise machte diesen Traum zunichte. Stattdessen begann sie, Klavier und Gitarre zu spielen.
2001 entschied sie sich für eine professionelle Musiklaufbahn. In den nächsten Jahren tourte sie mit diversen Interpreten und wirkte als Gastsängerin an zahlreichen Alben mit.
Einen ersten internationalen Durchbruch erzielte sie 2008, als sie mit dem Rapper Kumar und dem DJ Erick Gonzales im Rahmen der ersten „Havana Cultura Tour“ auf Ibiza auftrat, um die kubanische Musikszene im Ausland bekannter zu machen. Im Rahmen einer solchen Tour kam Diana Fuentes 2010 auch erstmals nach Deutschland.
2008 brachte Diana Fuentes ihr erstes Album mit dem Titel Amargo Pero Dulce heraus, das weitgehend aus von ihr selbst verfassten Liedern besteht. 2014 folgte ihr zweites Album Planeta Planetario, das auf den internationalen Markt zielte. Es wurde von dem Rapper Eduardo Cabra produziert, der unter dem Pseudonym  Visitante einer der beiden Frontmänner der puerto-ricanischen Band Calle 13 ist. Die beiden waren von 2011 bis 2017 verheiratet und haben einen gemeinsamen Sohn, mit dem sie heute in Miami lebt.
Im Rahmen der Playing-for-Change-Kampagne trat sie mit zahlreichen anderen kubanischen Künstlern bei der Aufnahme des Liedes Guantanamera auf.

## Diskografie (Auswahl)
- 2019: La Vida Me Cambió (mit Gente de Zona, US: Gold (Latin))[4]
- 2019: Te Toque Sin Querer (mit Lenier, US: Platin (Latin))